# Apple H2
Apple H2は、Appleのオーディオ製品で使用されているSoCである。
最初に搭載されたのは2022年9月に発売されたAirPods Pro（第2世代）である。
AirPods Proのアクティブノイズキャンセリングや空間オーディオ、会話感知はこのH2によって処理される。
Bluetooth 5.3を備え、前世代のH1より最大2倍のノイズキャンセリングを可能にしたほか、外部音取り込み時に周囲の騒音を自動的に軽減する適応型外部音取り込みに対応している。
2023年9月、AirPods Pro (第2世代、USB-C)の発表と同時にApple Vision Proへのロスレス対応も明らかにされた。これは、Lightningケース版のH2チップではBluetoothで使用される2.4GHz帯のみの対応だったものが、USB-Cケース版やVision Proに搭載されるH2チップではチャンネルが混雑していない、常にデバイス間が近接しているという理由から5GHz帯に対応することで実現しているという。
2024年11月現在、H2を搭載している製品は下記の通り。
- AirPods Pro（第2世代）
- Apple Vision Pro
- AirPods 4